# 도쿠사촌 (야마나시현)
도쿠사촌(木賊村)은 야마나시현 히가시야쓰시로군에 있던 촌이다. 현재의 고슈시에 해당한다.

## 역사
- 1889년 7월 1일 - 정촌제 시행에 의해 근세이후의 도쿠사촌이 단독으로 지자체를 형성하였다.
- 1941년 2월 11일 - 히카게촌, 다노촌, 히가시야마나시군 하지카노촌, 쓰루제촌과 합병해 히가시야마시로군 야마토촌이 성립하여, 동일 도쿠사촌은 폐지되었다.

## 교통

### 도로
현재는 구촌에 주오자동차도 야쓰시로 버스정류장이 소재하지만, 당시엔 미개통 

## 참고문헌
- 角川日本地名大辞典 19 山梨県